# بیل (شهر)
شهربیل در بخش بیل در ایالت برن در کشور سوئیس واقع شده‌است که ۴۹٬۳۰۰ نفر جمعیت دارد.

## نگارخانه

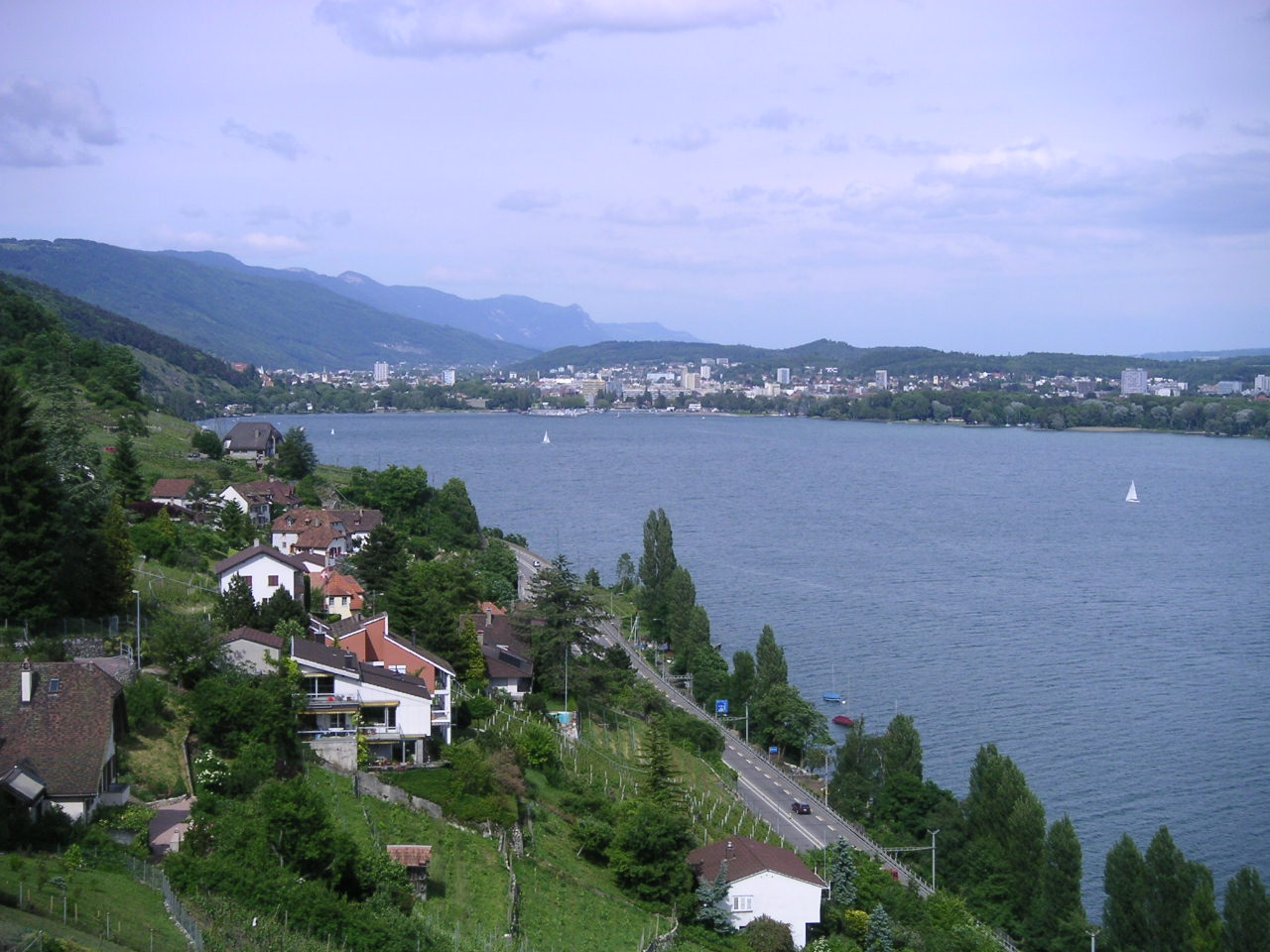
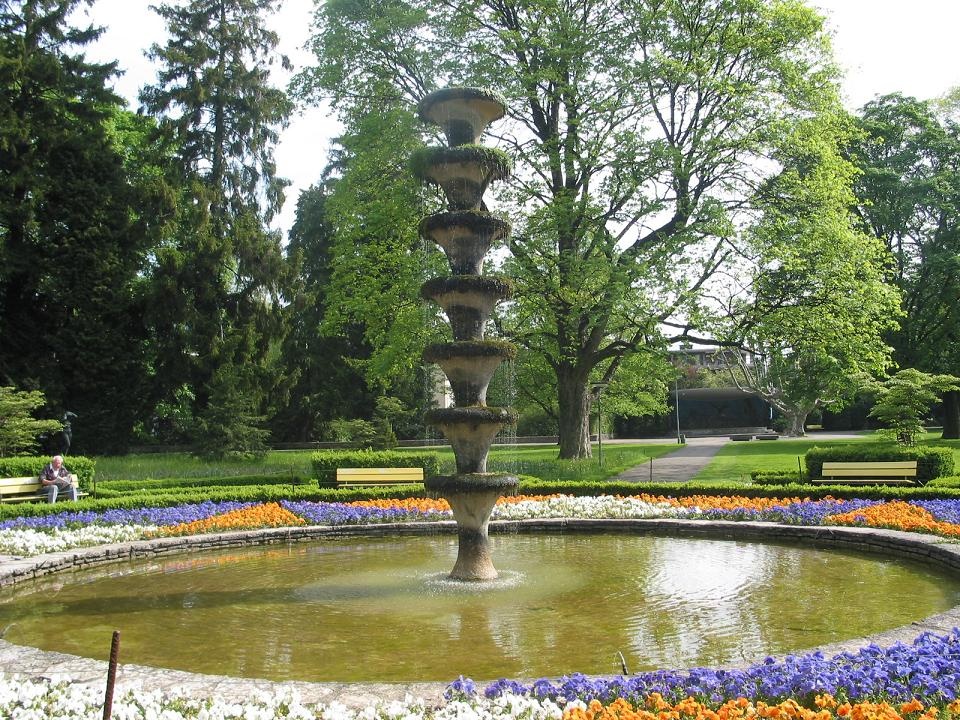
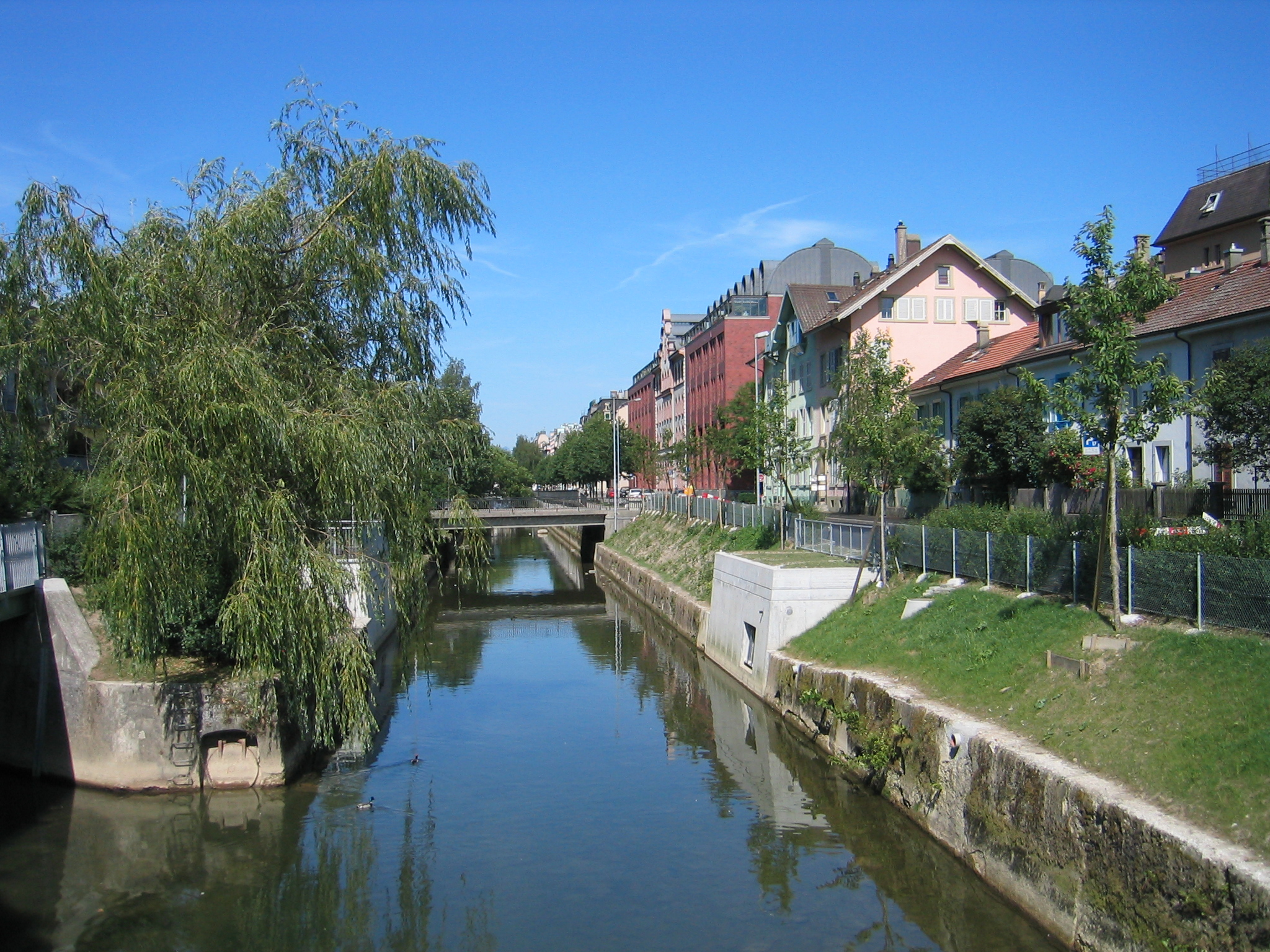
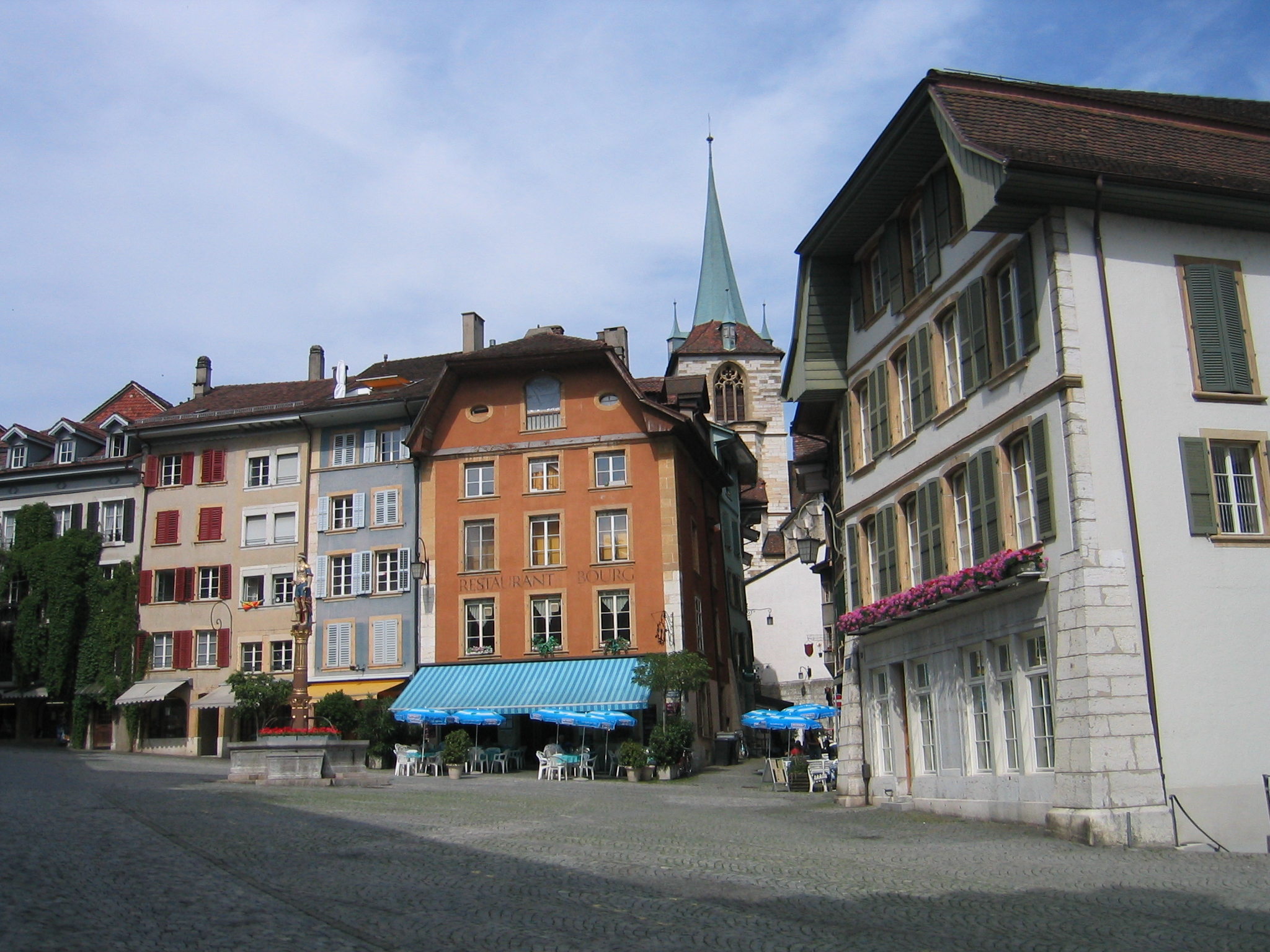
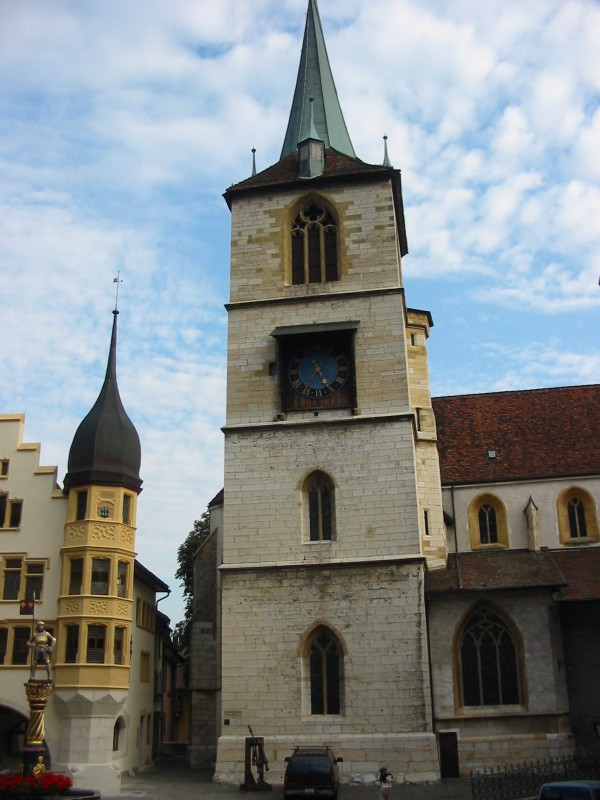
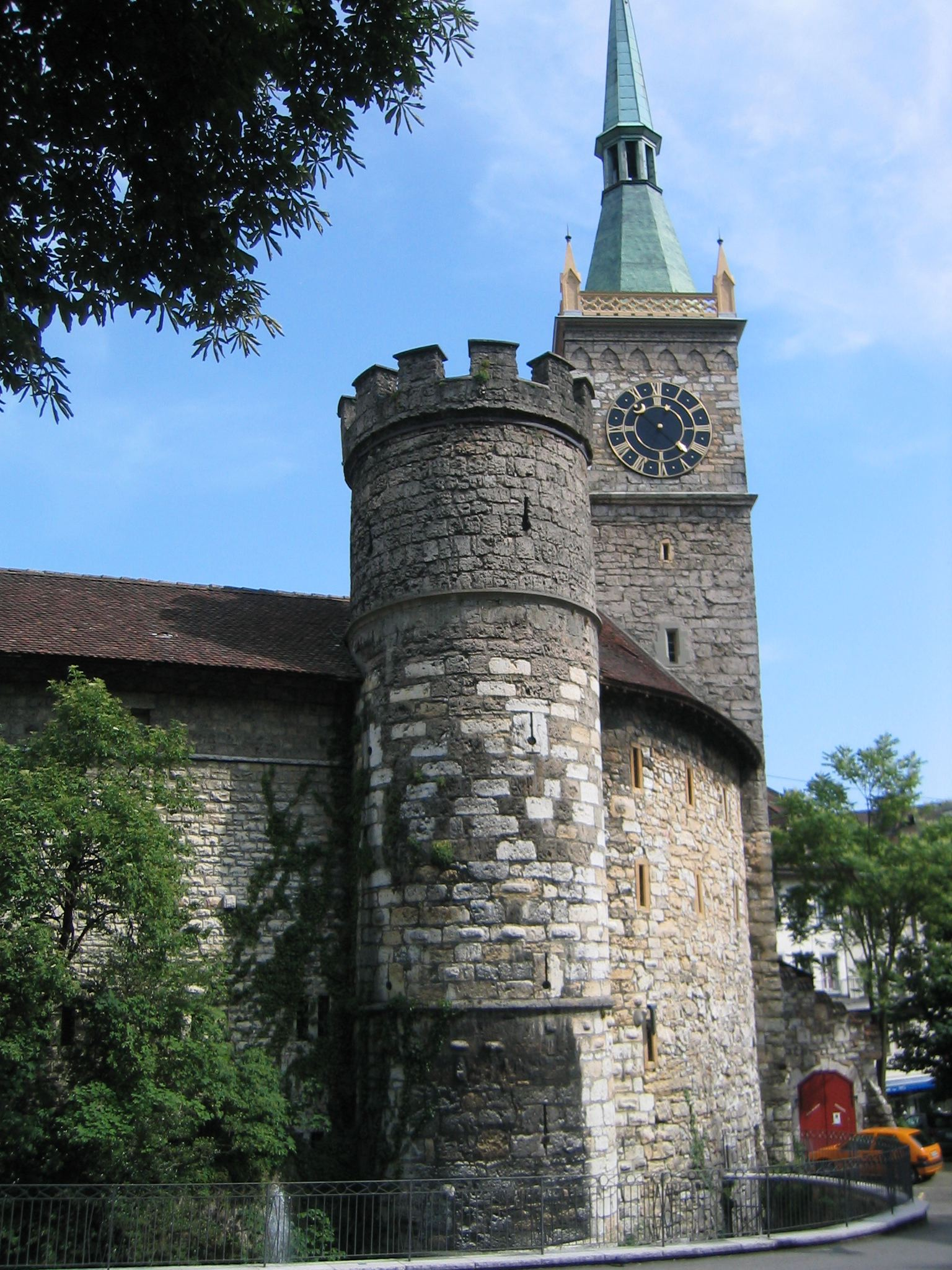
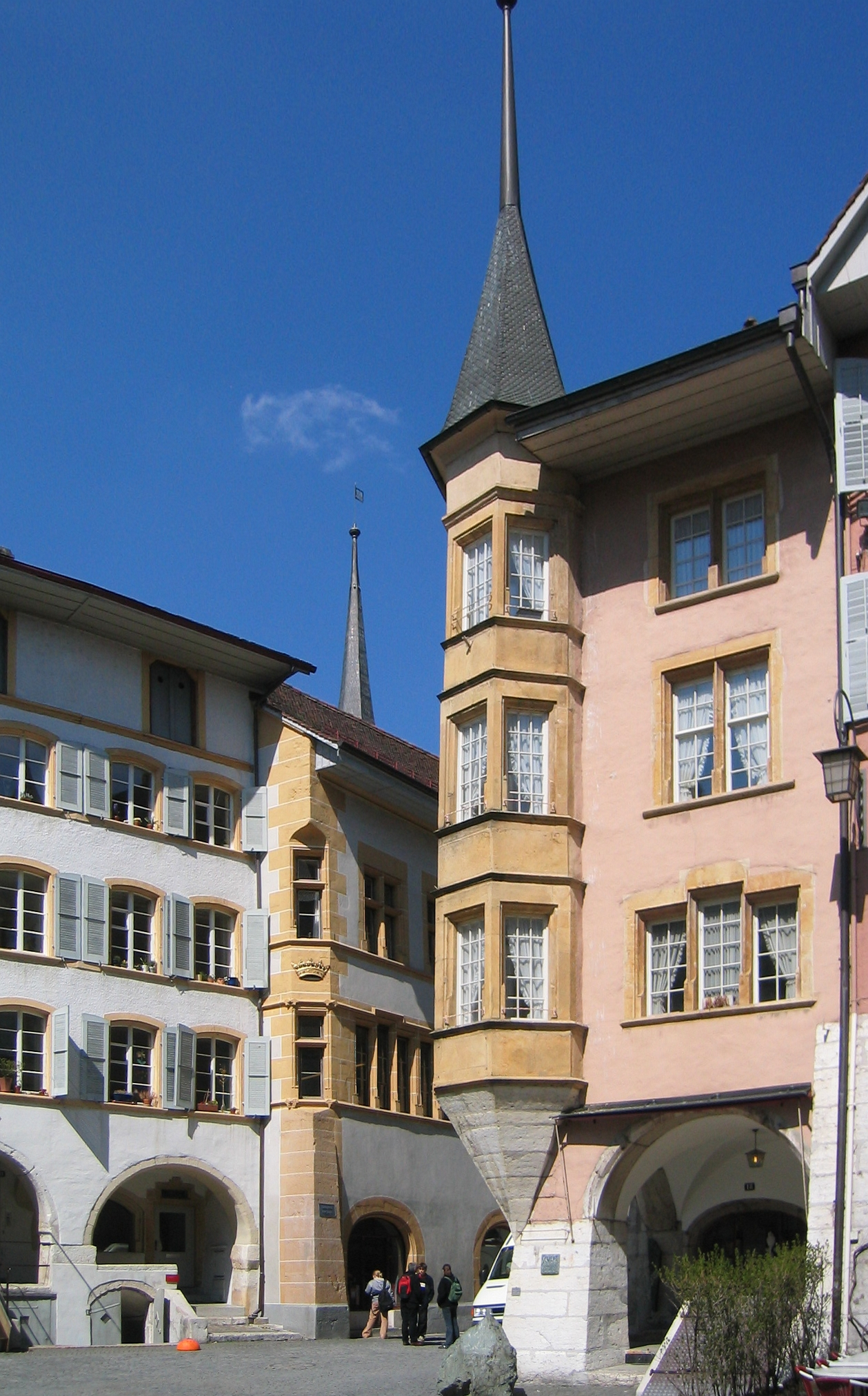
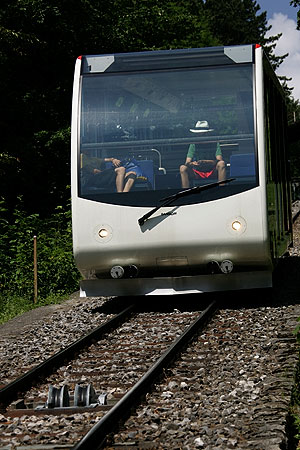